# Cirrhipathes indica
Cirrhipathes indica är en korallart som beskrevs av Sophia L.M. Summers 1910. Cirrhipathes indica ingår i släktet Cirrhipathes och familjen Antipathidae.
Artens utbredningsområde är Indiska oceanen. Inga underarter finns listade i Catalogue of Life.